# 佛教大学
佛教大学（ぶっきょうだいがく、英語: Bukkyo University）は、京都府京都市北区紫野北花ノ坊町96に本部を置く日本の私立大学。1912年創立、1949年大学設置。大学の略称は佛大（ぶつだい）、佛教大（ぶっきょうだい）。

## 概要
名称の通り仏教を建学の理念としている大学で、学則の第1条に「仏教精神により人格見識高邁にして活動力がある人物の育成を目的とし、世界文化の向上人類福祉の増進に貢献することを使命とする」と明記されている。元々が僧侶養成の機関であるため、全学科で浄土宗教師と浄土宗開教使の資格が取得可能である。なお、かつては仏教学を学ぶ学科として文学部に仏教学科があったが、2004年度の学科再編に伴い史学科および日本語日本文学科と統合されて人文学科となった。しかし、2010年4月に人文学科を割り振って仏教学部仏教学科を再新設し、学科内に浄土・仏教コース、仏教文化コースを設置した。学部や学科の名称から「仏教」の文字を外す傾向があるなかで、「仏教研究の核になる大学」を目指すとしている。また、同時期に新設した歴史学部は佛教大学のみに設置されており、日本初となる学部である。

### 設立の経緯

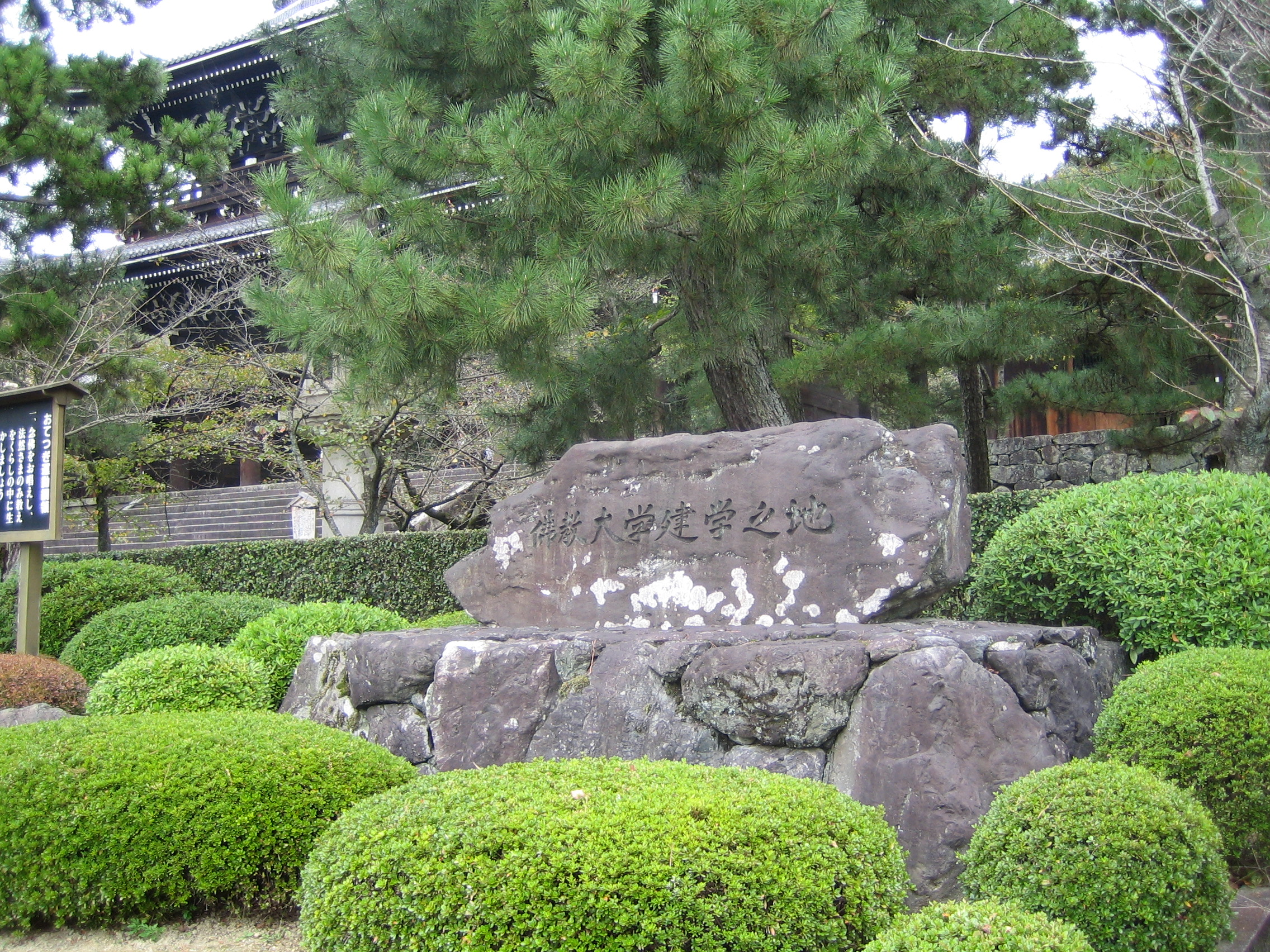
「佛教大学建学之地」の碑。後方は知恩院三門

江戸時代初期に浄土宗が江戸で定めた関東十八檀林の流れを汲んで明治元年（1868年）に知恩院山内に設けた仏教講究の機関 (同3年に勧学所となる) が前身である。この年を創基としており、知恩院三門前に「建学の碑」がある。その後、教学の振興と僧侶の育成を担う浄土宗の高等教育機関として発展を遂げ、学制の改革による統合・独立によって何度か校名を変更し、専門学校令による高等学院が1912年（大正元年）に設置されたことをもって創立としている。1913年（大正2年）に佛教専門学校（略称は、佛専(ぶっせん)）。と改称、1949年（昭和24年）に新学制により佛教大学に昇格した。
なお、1922年以前に「仏教大学」と称していたのは現在の龍谷大学であり、当大学とは無関係である。

### 建学の理念
建学の理念は「仏教精神」となっている。

### 教育および研究
昇格当初は仏教学部仏教学科のみの単科大学から始まったが、その後学部・学科を増やし、2020年（令和2年）現在では7学部14学科と4研究科7専攻の大学院を擁する総合大学となっている（理科系では、保健医療技術学部を設けている）。また、1953年（昭和28年）には関西唯一・仏教系大学唯一の正規課程である通信教育課程を開設。現在、6学部10学科4研究科7専攻で約2万名が受講しており、私立大学の通信教育課程としては全国有数の規模を誇っている。大学通信教育の中では取得可能な教員免許・資格が多く（詳細はこちらを参照）、「課程本科」と呼ばれる大学等を卒業した人が教員免許・資格の取得に必要な科目を履修する課程もあるほか、通信教育で唯一、宗教科教員免許の取得が可能である。

### 大学運営者
- 学校法人佛教教育学園理事長 - 田中典彦
- 大学学長 - 佐藤和順

## 沿革
- 1615年（元和元年）：浄土宗法度発布。江戸に関東十八檀林を設置。
- 1868年（明治元年）：知恩院山内源光院に仏教講究の機関を設置。

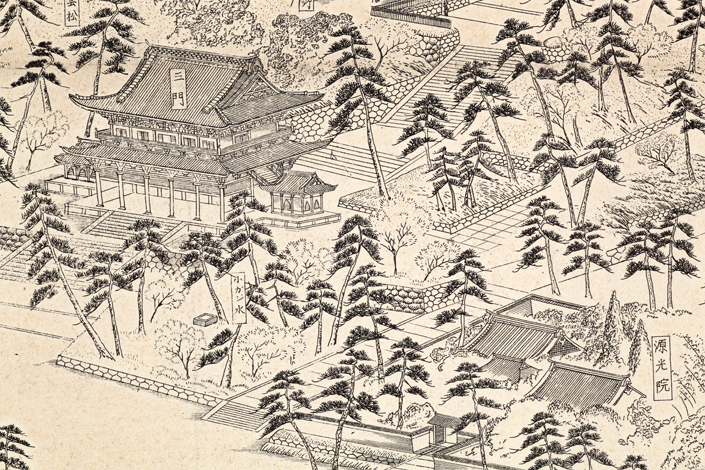
知恩院山内 「源光院」

- 1870年（明治3年）：源光院に仮勧学場、入信院に勧学所を設置。
- 1875年（明治8年）：勧学本場となる。
- 1876年（明治9年）：宗学校西部本校と改める。
- 1877年（明治10年）：旧華頂宮邸に移転。
- 1879年（明治12年）：浄土宗総本山宗学校に改称。
- 1884年（明治17年）：西部大学林に改称。
- 1887年（明治20年）：東部大学林と合併し宗学本校を設置。西部大学林は高等本科となる。
- 1891年（明治24年）：宗学本校高等専門科となる。
- 1898年（明治31年）：宗学本校を分割。宗学本校高等専門科は浄土宗専門学院となり百万遍山内仮校舎に移転。
- 1901年（明治34年）：鹿ヶ谷に移転。

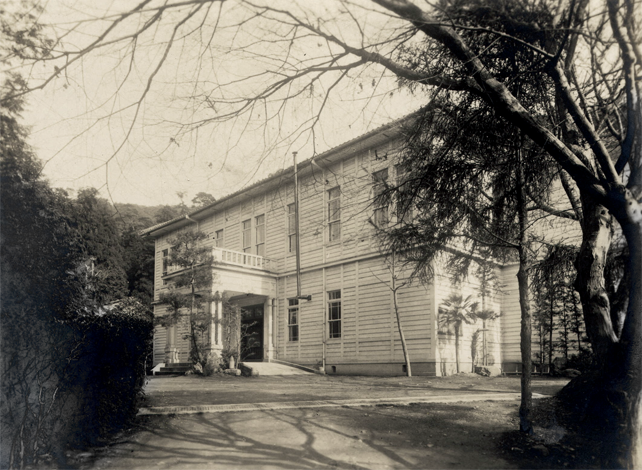
佛教専門学校 旧鹿ヶ谷校舎

- 1903年（明治36年）：専門学校令により認可。
- 1904年（明治37年）：浄土宗大学院専門科分校を設置。
- 1907年（明治40年）：宗教大学専門科分校に改称。
- 1910年（明治43年）：宗教大学分校鹿渓会が発足（現在の学友会と同窓会）。
- 1912年（大正元年）：宗教大学より独立（宗教大学は1926年に大正大学となる）。分校を廃止し専門学校令により高等学院を設置。
- 1913年（大正2年）：佛教専門学校に改称。
- 1934年（昭和9年）：洛北千本北大路の現在地に移転。
- 1949年（昭和24年）：学制改革に伴い、新制佛教大学を設立。仏教学部仏教学科を開設。
- 1953年（昭和28年）：仏教学部仏教学科通信教育課程を開設。
- 1962年（昭和37年）：仏教学部に仏教福祉学科を開設。
- 1965年（昭和40年）：
  - 仏教学部を文学部に改組。文学部に国文学科を設置。仏教福祉学科を社会福祉学科に改組。
  - 通信教育課程に文学部仏教学科・国文学科を開設。
- 1966年（昭和41年）：
  - 文学部に史学科開設。
  - 通信教育課程に史学科を増設。
- 1967年（昭和42年）：
  - 社会学部社会学科を設置。文学部社会福祉学科を社会学部社会福祉学科に改組。
  - 通信教育課程に社会学部社会学科を増設。
  - 大学院文学研究科仏教学専攻（修士課程）、同研究科浄土学専攻（修士課程）開設。
  - 第1回鷹陵祭開催。
- 1968年（昭和43年）：
  - 文学部に教育学科を開設。
  - 通信教育課程に教育学科を開設。
- 1971年（昭和46年）：
  - 大学院文学研究科日本史学専攻・東洋史学専攻（修士課程）、社会学研究科社会福祉学専攻（修士課程）を開設。
  - 通信教育課程に仏教学専攻科を開設。
- 1975年（昭和50年）：文学部に英文学科を開設。
- 1976年（昭和51年）：佛教大学付属幼稚園を設置。
- 1977年（昭和52年）：大学院博士後期課程を開設。文学研究科日本史学専攻、東洋史学専攻、社会学研究科社会学・社会福祉学専攻、別科（仏教専修）を開設。
- 1981年（昭和56年）：
  - 通信教育課程文学部英文学科を開設。
  - 大学院文学研究科国文学専攻（修士課程）を開設。
- 1984年（昭和59年）：佛教大学四条センターを開設。
- 1986年（昭和61年）：文学部に中国文学科を開設。
- 1987年（昭和62年）：大学院文学研究科英米文学専攻（修士課程）を開設。
- 1989年（平成元年）：教育学部を設置（社会教育学科を開設し、教育学科を文学部より移行）、社会学部に応用社会学科を開設。
- 1991年（平成3年）：
  - 学校法人の所在地を東京都から京都府（現在地）に変更。
  - 佛教大学総合研究所を開設。
  - 大学院文学研究科国文学専攻（博士後期課程）、仏教文化専攻（修士課程）を開設。
  - 通信教育課程文学部中国文学科を開設。
- 1992年（平成4年）：佛教大学ロサンゼルス校開校。
- 1993年（平成5年）：
  - 大学院文学研究科中国文学専攻（修士課程）、大学院教育学研究科生涯教育専攻（修士課程）を開設。
  - 専攻科に仏教看護コースを開設。
- 1995年（平成7年）：
  - 通信教育課程社会学部応用社会学科を開設。
  - 大学院文学研究科英米文学専攻（博士後期課程）を開設。
- 1996年（平成8年）：通信教育課程教育学部教育学科を開設。
- 1997年（平成9年）：成徳常照館（新図書館）竣工。
- 1998年（平成10年）：大学院文学研究科浄土学専攻、仏教文化専攻、中国文学専攻（博士後期課程）を開設。
- 1999年（平成11年）：
  - 教育学部社会教育学科を生涯学習学科に改称。
  - 通信制大学院（全国で最初の正規課程）を設置。文学研究科浄土学専攻、仏教学専攻、仏教文化専攻、日本史学専攻、東洋史学専攻、中国文学専攻、英米文学専攻（修士課程）、教育学研究科生涯教育専攻（修士課程）、社会学研究科社会福祉学専攻（修士課程）を開設。
- 2000年（平成12年）：教育学部に臨床心理学科を、社会学部に健康福祉学科を開設。
- 2001年（平成13年）：
  - 大学院教育学研究科生涯教育専攻（博士後期課程）を開設。
  - 通信制大学院に文学研究科国文学専攻・社会学研究科、社会学専攻を開設。
  - 国文学科を日本語日本文学科に、中国文学科を中国語中国文学科に、英文学科を英語英米文学科に改称。
- 2002年（平成14年）：
  - 学校法人華頂学園と合併。
  - 大学院教育学研究科に臨床心理学専攻を開設。
- 2003年（平成15年）：通信制大学院に仏教学専攻（博士後期課程）・日本史学専攻（博士後期課程）・臨床心理学専攻（修士課程）を開設。
- 2004年（平成16年）：
  - 文学部仏教学科・史学科・日本語日本文学科を人文学科に、社会学部社会学科・応用社会学科を現代社会学科・公共政策学科に、社会学部社会福祉学科・健康福祉学科を社会福祉学部社会福祉学科に改組。
  - 中国語中国文学科を中国学科に、英語英米文学科を英米学科に改称。
- 2005年（平成17年）：大学院教育学研究科臨床心理専攻（博士後期課程）を開設。
- 2006年（平成18年）：
  - 保健医療技術学部を設置（理学療法学科・作業療法学科を開設）。
  - 大学院社会福祉学研究科を開設。
- 2009年（平成21年）：東山中学校・高等学校を運営する学校法人東山学園と合併。それに伴い法人名を浄土宗教育資団から佛教教育学園に改称。開学100周年記念事業となる紫野キャンパスの再整備を開始。
- 2010年（平成22年）：仏教学部（仏教学科を開設）・歴史学部（歴史学科・歴史文化学科を開設）を設置。文学部に日本文学科を開設。
- 2011年（平成23年）：京都市中京区の二条駅前に「二条キャンパス」が開校。保健医療技術学部を二条キャンパスに移転。
- 2012年（平成24年）：開学100周年。保健医療技術学部に看護学科を開設。
- 2014年（平成26年）：法然仏教学研究センターを開設。
- 2015年（平成27年）：
  - 大学院文学研究科浄土学専攻・仏教学専攻・仏教文化専攻を仏教学専攻（修士課程・博士後期課程）に、国文学専攻・中国文学専攻・英米文学専攻を文学専攻（修士課程・博士後期課程）に、日本史学専攻・東洋史学専攻を歴史学専攻（修士課程・博士後期課程）に改組。
  - 通信制大学院文学研究科浄土学専攻（修士課程）・仏教学専攻（修士課程・博士後期課程）・仏教文化専攻（修士課程）を仏教学専攻（修士課程・博士後期課程）に、国文学専攻・中国文学専攻・英米文学専攻（修士課程）を文学専攻（修士課程）に、日本史学専攻（修士課程・博士後期課程）・東洋史学専攻（修士課程）を歴史学専攻（修士課程・博士後期課程）に改組。
- 2017年（平成29年）：紫野キャンパス再整備完了。ロサンゼルス校を閉校。
- 2021年（令和3年）：四条センターの機能を発展する形で、15号館に佛教大学オープンラーニングセンター（O.L.C）を開設。
- 2022年（令和4年）：教育学部に幼児教育学科を開設。
- 2026年 (令和8年) ：社会福祉学部および社会福祉学研究科を紫野キャンパスから二条キャンパスへ移転。

## 基礎データ

### 大学基礎データ

#### 通学課程在籍数等
- 学部学生数6,198名(大学院生、その他除く場合)＜2019年5月1日現在＞
- 大学院修士課程63名
- 大学院博士後期課程61名
- 教員数231名(非常勤講師除く)＜2019年5月1日現在＞
- 卒業者数(修了者数)61,091名(学部58,178名)＜OB累計＞
- 蔵書総数1,043,473冊＜2019年5月1日現在＞

### 校章
浄土宗宗祖法然房源空の生家である漆間家の家紋であった杏葉に「大學」の文字を配している。
1949年4月制定。佛教専門学校時代は杏葉に「専」の文字を配した校章だった（浄土宗の宗紋は、月影に杏葉である）。

### シンボルマーク
イニシャルの「B」の文字からカラフルな5本のラインが右方向に伸びているマーク。大学内では校章以上に目にする。1991年10月制定。

### シンボルカラー
本学所在地の地名である「紫野」にちなんだ「紫」を用いている。

### 名称
表記は「仏教大学」ではなく「佛教大学」が正しい。
また、英語表記も「Buddhism University」ではなく
「Bukkyo University」となっている。つまり、「佛教（ぶっきょう）」という言葉を
一般名詞としてではなく固有名詞として使っている。

### 学歌
佛教大学学歌は佛教大学の前身、佛教専門学校時代の1936年4月に制定されたもので、
作曲は音楽教育家で声明（しょうみょう）研究家の吉田恒三、作詞は仏教学者で佛教専門学校教授・後に新制の佛教大学初代学長となった小西存祐が行っている。1番は佛教大学の建つ鷹峯地区を歌い、2番は真理を求めた法然の事蹟を、3番は法然の教え（現在の浄土宗）を、4番では佛教大学で学ぶ仏教者としての心構えを歌っている。なお、入学式や卒業式では4番は割愛されることが多い。
佛教大学学歌
一、
高輝（ひか）る千古の都
若草の萌出るところ
ここ鷹陵（おうりょう）の吾等が学舎
ここ鷹陵の吾等が学舎
ここ鷹陵の吾等が学舎
二、
礙（さえ）られぬ光こめたり
黒谷の春のあけぼの
誰（た）ぞ開く報恩蔵（ほうおんぞう）
誰ぞ開く報恩蔵
誰ぞ開く報恩蔵
三、
仰ぎ見よ華頂の峰
その高き教ぞ栄ゆる
還愚痴（げんぐち）の聖（ひじり）在（い）ませり
還愚痴の聖在ませり
還愚痴の聖在ませり
四、
世はあげて五濁（ごじょく）に悩む
いざ起ちて仏土浄めん
選択（せんちゃく）の御旗かざして
選択の御旗かざして
選択の御旗かざして
歌詞解説
- 鷹陵・・大学の所在する鷹峯地区をあらわす。学歌の作られた年の2年前の1934年に左京の鹿ヶ谷から現在地に移転したばかりであった。
- 黒谷・・比叡山の西塔にある青龍寺。法然は18歳から43歳まで主にこの地で修行を行っていた。後に法然ゆかりの金戒光明寺も黒谷と呼ぶようになったため、「元黒谷」と呼ぶこともある。
- 報恩蔵・・一切経を収める経蔵で、学問僧にとっては現在の図書館的な存在であった。関連書を含め5000巻を越える経典が黒谷の報恩蔵にあったとされ、それらを法然は繰り返し読み、自らが求める大衆を救済できる教えを探したとされ、43歳の春の日、善導の『観無量寿経疏』（『観経疏』）にたどり着く。
- 華頂の峰・・知恩院の建つ山であり、知恩院の山号でも華頂山のことである。
- 還愚痴・・愚痴とは本来は仏教用語で仏教的な知識のないことをいう。法然は「愚痴に還る」ことを勧めた。すなわち知恵や学問は往生浄土に必要はなく、ただ仏を信じてすがることが大切であると説いたため、後に還愚痴の聖と称された。
- 五濁・・法然の生きた時代は末法に入って100年ほど経過したと信じられていた時代であり、末法思想が盛んであった。末法の世には5つの汚れが世の中を衰退させると信じられていた。即ち、1、劫濁（こうじょく）＝時代の乱れ。飢饉・疫病・戦争など。2、見濁（けんじょく）＝思想の乱れ。間違った思想・見解が多くなる。3、煩悩濁（ぼんのうじょく）＝心の乱れ。人々の煩悩が盛んになる。4、衆生濁（しゅじょうじょく）。衆生の乱れ。人々の資質が低下する。5、命濁（みょうじょく）＝命の乱れ。人々の寿命が次第に短くなる。ゴダクと読まずゴジョクと読むのは仏教経典で使われる呉音読みだからである。
- 選択・・阿弥陀仏は菩薩としての修行時代に諸仏の立てた210億もの誓いの中から48の誓いを選択して自らの誓願としたという。法然は選択本願念仏集で詳しく解説を行っている。なお、センタクと読まずセンチャクと読むのも呉音読みだからである。また、浄土真宗ではセンジャクと読む。

### マスコットキャラクター

#### ぶったん
2012年に100周年を迎えるにあたっての記念に、2010年に製作された。
学内外からの1374点の応募の中から選ばれ、誕生日（10月23日・創立記念日）や性格、好きな食べ物などのプロフィールもある。入学宣誓式やオープンキャンパスなどの各種イベントにも登場しており、人気を得ている。

## 教育および研究

### 学部
- 仏教学部
  - 仏教学科
    - 浄土・仏教コース
    - 仏教文化コース
- 文学部
  - 日本文学科
  - 中国学科
  - 英米学科
- 歴史学部
  - 歴史学科
    - 日本史コース
    - 東洋史コース
    - 西洋史コース
    - 京都学コース

  - 歴史文化学科
    - 考古学・地理学コース
    - 民俗学・文化人類学コース
    - 芸術文化コース
    - 京都学コース
- 教育学部
  - 教育学科
  - 幼児教育学科
  - 臨床心理学科
- 社会学部
  - 現代社会学科
    - 文化・国際コース
    - 共生・臨床社会コース
    - 情報・メディアコース

  - 公共政策学科
    - 地域経済コース
    - 地域政治コース
- 社会福祉学部
  - 社会福祉学科
    - 福祉援助コース
    - 福祉開発コース
    - 福祉保育コース
- 保健医療技術学部
  - 理学療法学科
  - 作業療法学科
  - 看護学科

### 研究科
- 文学研究科
  - 仏教学専攻（修士課程・博士課程後期）
  - 文学専攻（修士課程・博士課程後期）
  - 歴史学専攻（修士課程・博士課程後期）
- 教育学研究科
  - 生涯教育専攻（修士課程・博士課程後期）
  - 臨床心理学専攻（修士課程・博士課程後期）
- 社会学研究科
  - 社会学専攻（修士課程・博士課程後期）
- 社会福祉学研究科
  - 社会福祉学専攻（修士課程・博士課程後期）

### 通信教育課程
- 仏教学部
  - 仏教学科
- 文学部
  - 日本文学科
  - 中国学科
  - 英米学科
- 歴史学部
  - 歴史学科
  - 歴史文化学科
- 教育学部
  - 教育学科
  - 幼児教育学科
- 社会学部
  - 現代社会学科
  - 公共政策学科
- 社会福祉学部
  - 社会福祉学科

- 課程本科（教員免許・各種資格）
- 科目履修コース（免許・資格・教養）
- 本科入学資格コース
- 教養講座（書道教養コース、仏教教養コース、京都の歴史と文化コース）

### 通信教育課程 大学院
- 文学研究科
  - 仏教学専攻（修士課程・博士課程後期）
  - 文学専攻（修士課程）
  - 歴史学専攻（修士課程・博士課程後期）
- 教育学研究科
  - 生涯教育専攻（修士課程）
  - 臨床心理学専攻（修士課程）
- 社会学研究科
  - 社会学専攻（修士課程）
- 社会福祉学研究科
  - 社会福祉学専攻（修士課程）

### 別科
- 仏教専修

### 付置機関
- 附属図書館
  - 浄土宗文献室
- 宗教教育センター
  - 宗門後継者養成道場
- 健康管理センター
- 学生相談センター
- 教職支援センター
- 福祉教育開発センター
- 保健医療技術実習センター
- 国際交流センター
- 法然仏教学研究センター
- 総合研究所
- 臨床心理学研究センター
- 宗教文化ミュージアム
- 社会連携センター
- 生涯学習センター
  - 四条センター
- 人権教育センター

## 学生生活

### 課外活動
通学課程では、公認されているクラブやサークルは全て学友会の所属団体である。学友会中央執行委員会の直属団体である体育会本部、文化会本部、應援團本部、報道本部の所属団体がクラブ、それ以外の無所属公認団体がサークルとされている。クラブは、文化会25団体（うち1団体活動休止中）、体育会27団体（うち1団体活動休止中）、應援團4団体、放送3団体。サークルは、文科系18団体、体育系18団体。
通信教育課程の学生は、クラブ・サークル入部禁止である。その代わり、通信教育部学友会に入ることができる。通信教育部学友会は、全国10ブロックに43支部がある。各支部では、学習を円滑に進めていくためのオリエンテーションやガイダンス、親睦会、また学習サポーターと協力して個別学習相談や情報交換会などを開催している。

#### 学友会機関
（2022年5月現在公式サイト掲載団体）
- 中央執行委員会
- 代議員会
- 会計監査委員会

#### 文化会本部所属団体
- 文化会本部
- 傳導部
- 児童教化研究部
- 書道部
- 混声合唱団
- 茶道部
- 華道部
- 社会福祉研究会
- 写真研究会
- 軽音楽部
- アマチュア無線クラブ
- ボランティア研究会
- 民俗学研究会
- 学生歴史学研究会
- 美術部
- 映画部
- フォークソング部
- 筝曲部
- 手話サークル「なまけもの」
- 劇団「紫」
- 漫画研究会
- ユネスコ研究会
- ジャズ倶楽部
- 文芸部
- 雅楽会[4]

#### 体育会本部所属団体
- 体育会本部
- 硬式野球部
- 空手道部
- 弓道部
- バドミントン部
- 剣道部
- 柔道部
- ワンダーフォーゲル部
- スキー部
- 太道部
- 少林寺拳法部
- サッカー部
- ソフトテニス部
- 合氣道部
- アメリカンフットボール部
- バレーボール部
- バスケットボール部
- ラグビーフットボール部
- 陸上競技部
- 卓球部
- 硬式庭球部
- ハンドボール部
- ボウリング部
- ヨット部
- アイススケート部
- 軟式野球部
- ラクロス部[5]

#### 應援團本部所属団体
- 應援團本部
- 吹奏楽部
- チアリーダー部
- 應援團[6]

#### 放送本部所属団体
- 放送本部
- 新聞局
- 放送局[7]

#### 無所属公認団体（文科系サークル）
- シンガーソングライターサークル
- 競技かるた部
- よさこいサークル紫踊屋など[8]

#### 無所属公認団体（体育系サークル）
- Dance Company 釈迦力
- Ultimate会
- 水泳愛好会「スイート・メモリーズ」
- テニスサークル SPLASH
- ソフトテニスサークル ピーター
- ソフトボール愛好会など[9]

### 課外活動実績
- 硬式野球部

京滋大学野球連盟に加盟しており、同リーグ戦ではⅠ部リーグ通算63回の優勝（リーグ内最多）を果たした。全日本大学野球選手権大会出場24回（準優勝1回、ベスト4進出1回）、明治神宮野球大会出場7回（ベスト4進出2回）の実績を誇る。
オリックス・ブルーウェーブや大阪近鉄バファローズの元投手の丸尾英司をはじめ、中日ドラゴンズの投手で、2020年東京オリンピックの野球競技・日本代表で金メダルを獲得した大野雄大（NPBでは81人目となるノーヒットノーランを達成）、 北海道日本ハムファイターズの元投手の河野秀数、福岡ソフトバンクホークスの元捕手の張本優大、福岡ソフトバンクホークスの投手木村光らプロ野球選手を多数輩出。
- 陸上競技部

第6回全日本大学女子選抜駅伝で準優勝し、第27回全日本大学女子駅伝で初優勝を飾った。翌年の第7回全日本大学女子選抜駅伝で優勝し、第28回全日本大学女子駅伝でも優勝を収め、二連覇を果たした。第29、30回全日本大学女子駅伝では準優勝。卒業生では、西原加純選手が2009年の第25回ユニバーシアード競技大会において陸上競技女子10000mで金メダル、5000mで銀メダルを獲得。また木﨑良子選手は、女子マラソンで2012年のロンドンオリンピック代表（15位）、2013年の世界陸上モスクワ大会4位入賞、2014年の仁川アジア競技大会銀メダリストとなるなど、世界で活躍する選手を輩出している。
- 空手道部

梅景唯選手・小川彩月選手が「2018 FISU 世界大学空手道選手権大会」に日本代表として女子団体形に出場し、優勝。また同選手が「空手1プレミアリーグ東京大会」にも出場し、優勝を果たした。2019年4月14日～18日にマカオで開催された第1回アジア大学空手道選手権大会女子個人形部門で小川彩月選手が優勝した。2019年11月29日～12月1日にスペイン・マドリードで開催されたKARATE1プレミアリーグ2019マドリード大会に出場し、女子団体形部門で優勝した。2019年12月3日に京都市スポーツ賞を受賞。
2021年、高屋明季選手が、第65回全日本学生空手道選手権大会へ出場。
- 弓道部

井本美沙紀選手が第66回全日本学生弓道選手権大会で準優勝を果たした。
- 剣道部

2021年6月6日、鈴岡育弥選手が、第69回関西学生剣道選手権大会において入賞を果たし、第69回全日本学生剣道選手権大会へ出場。
- Ultimate会

2019年7月13日～20日にドイツで開催された「WFDF2019世界U-24アルティメット選手権大会」に、日本文化学科4回生の能澤美凪選手が日本代表選手（ウィメンズ部門）として参加。能澤選手も得点を奪うなどの活躍を見せ、日本代表は準優勝の快挙を挙げた。 2019年12月3日に京都市スポーツ賞を受賞。
- 太道部

辻吉秀選手が2018年7月22日(日)に広島県立総合体育館で開催された第26回太道学生選手権大会で重量級優勝を果たした。

### 学園祭
学園祭は、4月の新入生オリエンテーション期間に行われる新入生歓迎祭の「紫櫻祭（しおうさい）」と、10月下旬～11月上旬頃に行われる「鷹陵祭（おうりょうさい）」の2つがあり、一般的に学園祭と呼ばれるのは「鷹陵祭」である。どちらも学生たちが実行委員会を組織し、大学側との協議を行いながら企画・設営・交渉・宣伝などすべて学生たちで行っている。
中でも「鷹陵祭」ではミュージシャンによるコンサートや、タレントのトークショー、吉本興業所属の若手芸人によるお笑いライブなどが行われることが恒例となっている。また、園部キャンパスが竣工した直後は「園部祭」が存在した。

#### 鷹陵祭に出演した主なゲスト
| 年   | 回 | アーティストライブ                                                                 | お笑いライブ | トークショー                         |
| ---- | -- | ---------------------------------------------------------------------------------- | --- | ------------------------------------ |
| 2001 | 35 | -                                                                                  | - | 藤木直人                             |
| 2002 | 36 | パパイヤ鈴木とおやじダンサーズ                                                     | - | -                                    |
| 2004 | 38 | つじあやの                                                                         | - | -                                    |
| 2007 | 41 | melody                                                                             | シャンプーハット、サバンナ、とろサーモン | -                                    |
| 2008 | 42 | -                                                                                  | $10、鎌鼬、海原やすよ・ともこ、矢野兵動、ロザン、笑い飯、千鳥 | -                                    |
| 2009 | 43 | -                                                                                  | サバンナ、モンスターエンジン、銀シャリ、ハム、span! | 速水もこみち                         |
| 2010 | 44 | UNISON SQUARE GARDEN×[Champagne]                                                   | 矢野兵頭、ギャロップ、スマイル、桜・稲垣早希 | -                                    |
| 2011 | 45 | 清水翔太                                                                           | 海原やすよ・ともこ、かまいたち、天竺鼠、ソーセージ、吉田たち | -                                    |
| 2012 | 46 | 乃木坂46                                                                           | サバンナ、テンダラー、かまいたち | -                                    |
| 2013 | 47 | -                                                                                  | - | DAIGO                                |
| 2014 | 48 | SCANDAL                                                                            | テンダラー、藤崎マーケット、アイロンヘッド | -                                    |
| 2015 | 49 | Galileo Galilei                                                                    | アジアン、レギュラー、祇園 | -                                    |
| 2016 | 50 | Little Glee Monster                                                                | 吉本ミニ新喜劇（座長：内場勝則） | -                                    |
| 2017 | 51 | 家入レオ                                                                           | 銀シャリ、天竺鼠、トット | -                                    |
| 2018 | 52 | よしもとワラフェス（「つぼみ」ライブ、紅しょうが、コウテイ、たくろう、ちからこぶ） | よしもとワラフェスお笑いLive（海原やすよ・ともこ、学天即、ツートライブ） | -                                    |
| 2019 | 53 | フレデリック                                                                       | ゴー☆ジャス×きつね | 谷山紀章×梶裕貴                      |
| 2020 | 54 | -                                                                                  | アイデンティティ | 福山潤                               |
| 2021 | 55 | -                                                                                  | 四千頭身×ひよしなかよし | 森久保祥太郎×立花慎之介              |
| 2022 | 56 | -                                                                                  | 祇園、マルセイユ、パーティーパーティー、ビスケットブラザーズ | 安元洋貴×逢坂良太、鈴村健一×中村悠一 |
| 2023 | 57 |                                                                                    | 佛大！よしもとお笑いまつりDAY1（吉本新喜劇at佛大（座長:吉田裕）、佛-1グランプリ2023～若手よしもと大集合ガチネタバトル～（エナマキシマ、鉄人小町、ファンファーレと熱狂、オノマトペ、ライムギ、MC:華山） 佛大！よしもとお笑いまつりDAY2（ プラス・マイナス、ジェラードン、セルライトスパ、オーサカクレオパトラ、MC:木尾モデル） | 小野賢章×江口拓也                    |

## 大学関係者と組織

### 学生自治会
- 学友会
通学課程の学部生のみが会員となる全員加盟制の学生自治会。全日本学生自治会総連合には加盟していない。

最高執行機関である中央執行委員会と常設議決機関である代議員会を中心に運営されている。代議員会が休会していた頃は、中央執行委員会が代議員会の職務を代行していた。
大学が公認するクラブやサークルは全て学友会の団体（中央執行委員会直属団体）となっている。
また、鷹陵祭や紫櫻祭などの通学課程の学生を対象とした祭典行事は学友会が主催する。
- 通信教育部学友会
通信教育課程の全学生を対象とした学生自治会。学習の進展と親睦を目的に活動している。

学生の居住地域ごとに支部を構成し、45支部がある。夏期スクーリングの際に祭典行事を開催する。

### 校友会
- 同窓会
宗教大学分校時代に設立され、佛教専門学校、佛教大学通学課程の学部・大学院・専攻科・別科の卒業生・修了生によって組織される。

会報「紫野」の発行や慶弔業務を行っている。国内に41、海外に4の支部を設置する。
- 鷹陵同窓会
通信教育部の卒業生で組織される同窓会。1957年に第1回の卒業生が出ると同時に発足した。

### 大学関係者一覧
- 佛教大学の人物一覧

## 歴代学長
- 佛教専門学校校長

1. 土川善澂
2. 郁芳随円
3. 桑田寛随
4. 福島愍雄
5. 小林瑞浄
6. 石橋誡道
7. 江藤澂英
8. 小西存祐

- 佛教大学学長

1. 小西存祐
2. 高畠寛我
3. 稲垣真我
4. 恵谷隆戒
5. 藤原了然
6. 水谷幸正
7. 伊藤唯真
8. 高橋弘次
9. 中井真孝
10. 福原隆善
11. 山極伸之
12. 田中典彦
13. 伊藤真宏
14. 佐藤和順

## 施設

### 紫野キャンパス

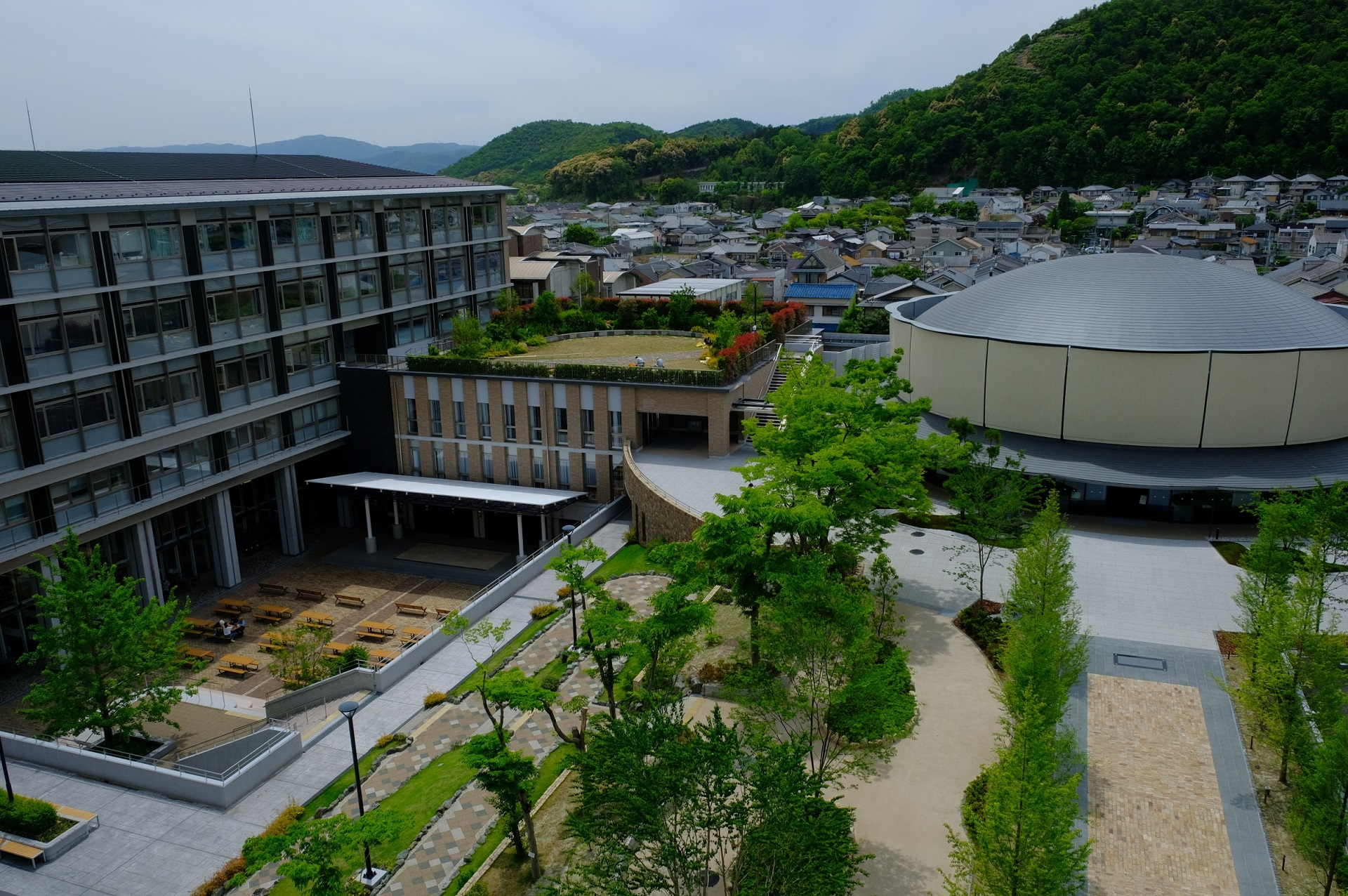
紫野キャンパス1号館・中庭。右上は礼拝堂（水谷幸正記念館）。

- 所在地：京都府京都市北区紫野北花ノ坊町96
- 使用学部：仏教学部・文学部・歴史学部・教育学部・社会学部・社会福祉学部・保健医療技術学部
- 使用研究科：文学研究科・教育学研究科・社会学研究科・社会福祉学研究科

#### 施設

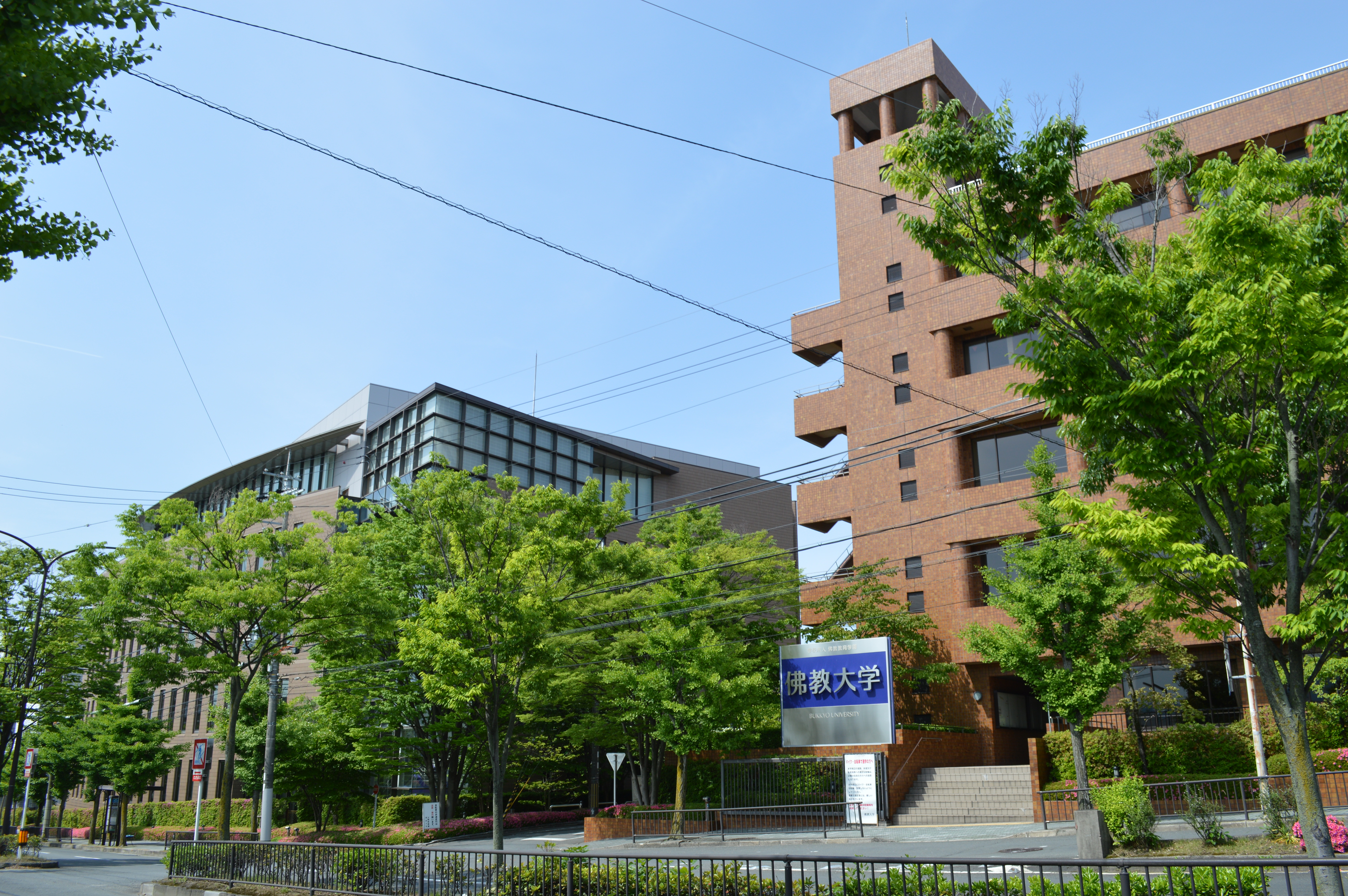
紫野キャンパスを北東側から撮影。左に成徳常照館。右に7号館。

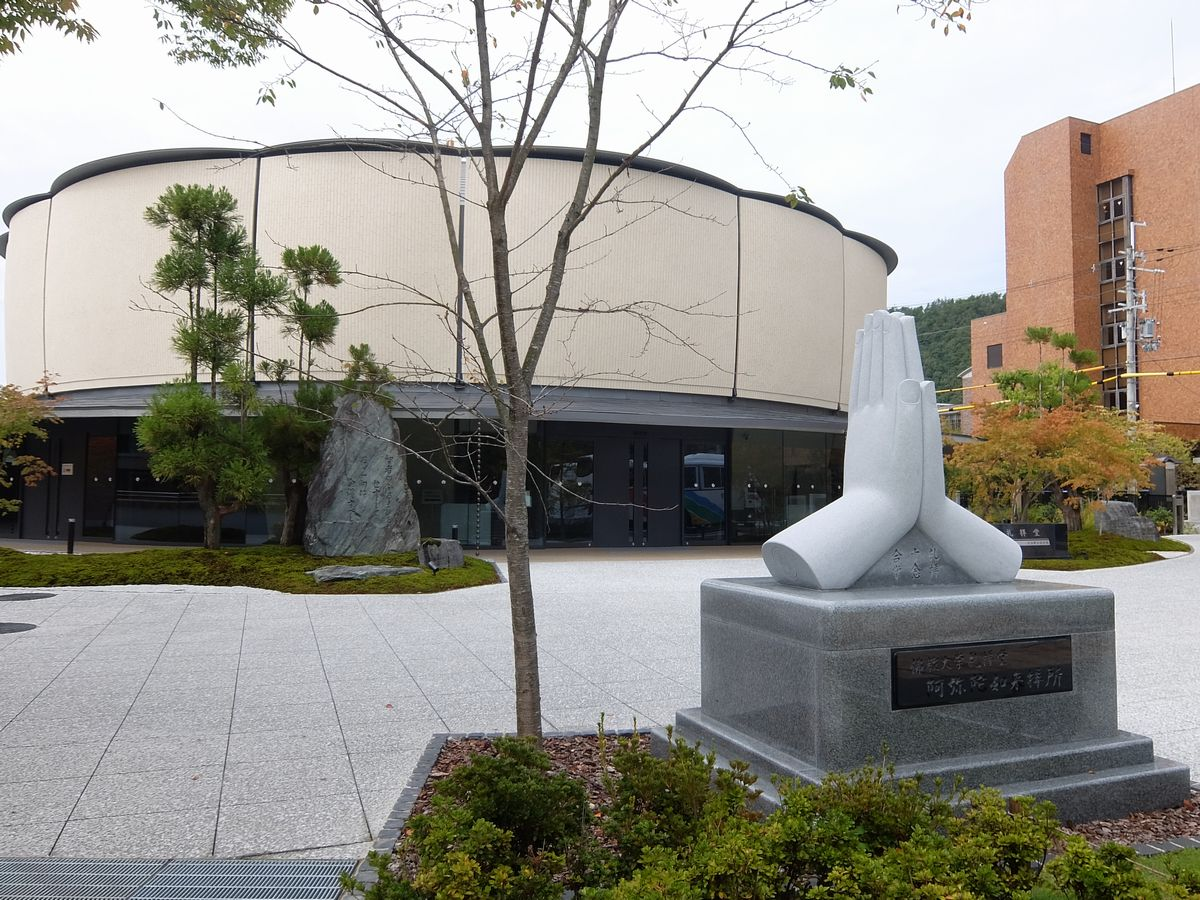
礼拝堂（水谷幸正記念館）

- 1号館 - 1階に事務局、通信教育課程事務局。2階に学生支援課、教務課、教職支援センター、進路就職課、国際交流課、教育推進課、学術支援課等。3階から5階は教室フロアで、実習室もある。3・5階にパソコンオープン利用施設「サンサーラ」。地下1階に食堂「笑虹紫（えにし）」・パン店「BUTTERIA」・セブンイレブン。また「中庭」という名称のサンクンガーデンを持ち、その中に屋外ステージがある。
  - A・B棟が9号館・旧1号館跡地、C棟が2号館南跡地にある。A棟は2011年7月、B棟は2013年3月、C棟は2015年3月に完成した。
- 5号館 - 教室棟。1階の大教室は最大の広さ。地階に食堂「レオック」。
- 6号館 - 教室棟。
- 7号館 - 教室棟。2・3階に学習情報プラザ。オープンキャンパスの際は主会場となる。地階に駐輪場。
- 8号館 - 文学部教員研究室。文学部資料室。
- 10号館 - 文学部教員研究室。文学部資料室
- 11号館 - 社会学部・教育学部・社会福祉学部教員研究室。教育学部資料室。社会学部資料室。
- 12号館 - 教室、1階に福祉実習課、2階に学生相談センター。メインキャンパスからは南に離れており、北大路通沿いの15号館北隣にある。
- 15号館 - 法然仏教学研究センター、総合研究所、校友会事務局、臨床心理学研究センター、臨床心理相談室。12号館南隣の北大路通沿いにある。
- 成徳常照館 - 図書館。4階から1階が一般の開架閲覧室。地下1階は開架書庫。地下2階は閉架書庫だが大学関係者は申請すると入庫できる。
- 鷹陵館 - 2階が体育館。1階に入学課、健康管理センター、喫茶店「JIRO COFFEE」、銀行ATM等。地階にトレーニング室。
- 鹿渓館 - クラブ・サークル部室。弓道場やトレーニングルームなどもある。1階に売店「青谷文具店」、大垣書店、喫茶店「BU」、パソコンオープン利用施設「サンサーラ」等。
- 礼拝堂（水谷幸正記念館） - 礼拝堂、宗教教育課等。1号館D棟にあたる礼拝堂は2号館北・3号館跡地にあり、2016年10月に完成した。
- 別館 - メインキャンパスからは千本通を隔てた向かい側にある。

#### 撤去済
- 旧1号館 - 旧本館。教室のほか、学生支援課、教務課等があった。2011年10月から解体。
- 2号館 - 旧西館。教育学科が主に使っていた。図工室、ピアノ室。地階に食堂やセブンイレブン等があった。2013年7月から解体。
- 3号館 - 旧北館。教室棟。2013年2月から解体。
- 4号館 - 旧東館。1階は通信教育課程事務室。2階から6階に情報システム部、視聴覚教室、情報処理教室。2013年10月から解体。
- 9号館 - 初代成徳常照館。図書館のあと改装して教室棟となり、9号館と改称。2009年8月から解体。
- 13号館。仮設建物。1階に国際交流課、学術支援課。2階に福祉実習課と教室等。3階に教室があった。2013年7月から、1階の国際交流課・学術支援課跡に2号館から移ってきたセブンイレブンや食事スペースが仮設された。2015年4月から解体。
- 14号館 - 仮設建物。1階に実習室。2階に礼拝室、宗教教育課等。2016年10月から解体。

### 二条キャンパス
- 使用学部：保健医療技術学部
- 所在地：京都府京都市中京区西ノ京栂尾町7

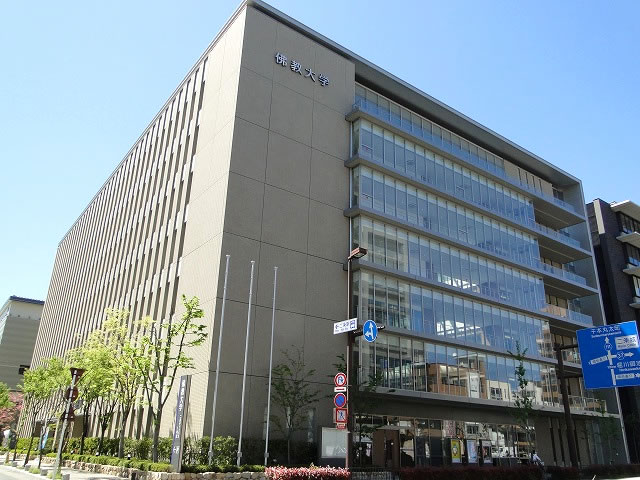
二条キャンパス1号館

二条駅東側に位置する。現在は「1号館」のみからなり、保健医療技術学部の教育・研究棟となっている。1階にカフェテリア「あむりた」や売店「ビーワンショップ」があり、2階以上に教室や各種実習室がある。
二条駅西側に、将来「2号館」建設予定のキャンパス予定地を有し、京都市埋蔵文化財研究所との発掘調査から出土した物品から藤原良相邸宅跡であることが確認され、日本で初めて発掘で平安京の貴族邸宅の位置が明らかとなった。

### 園部キャンパス

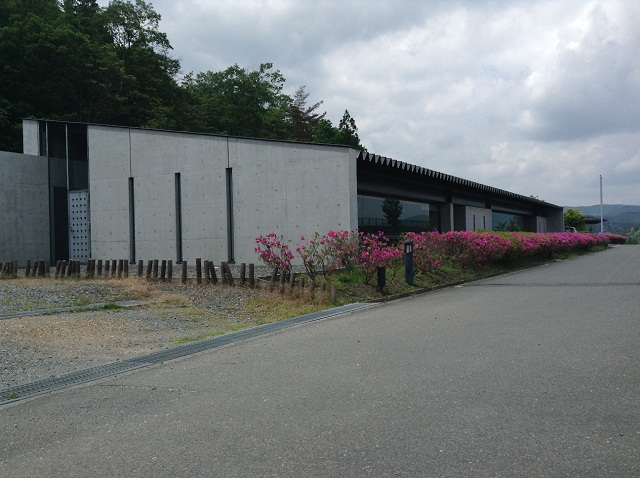
園部キャンパス・セミナーハウス

- 所在地:京都府南丹市園部町城南

このほか、施設ではないが敷地内に園部藩主小出公の御廟所がある。およそ11万坪の敷地を有し、スポーツゾーンの他に教育・研究施設等の整備計画が策定されている。岸ヶ前古墳を初め、飛鳥から平安時代の多数の遺跡・遺物が見つかっており、発掘調査委員会が設置されている。

#### 施設
- 多目的グラウンド
- 陸上競技場兼サッカー場
- テニスコート
- 野球場
- 室内練習場
- クラブハウス
- セミナーハウス

### 広沢キャンパス

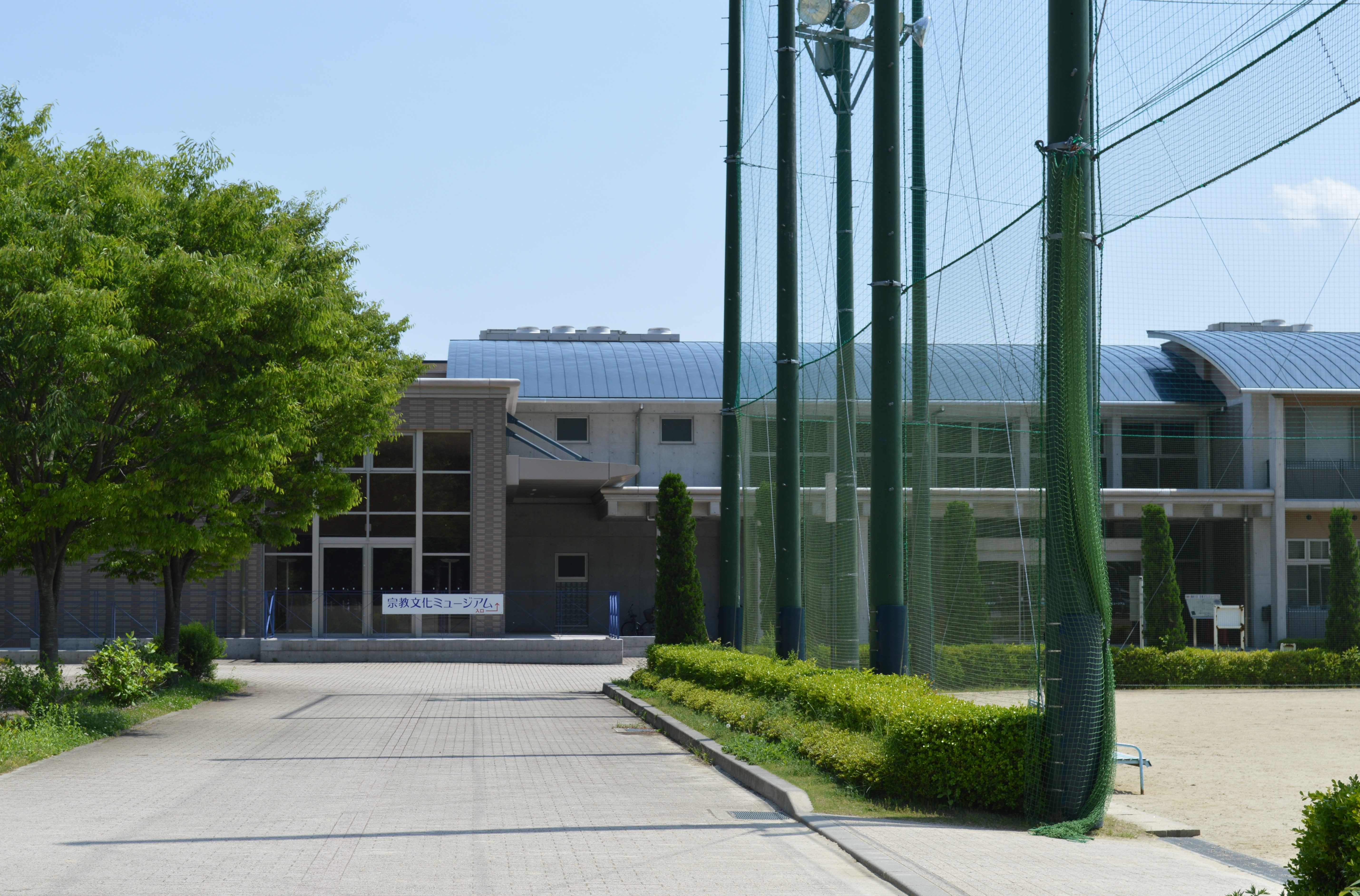
宗教文化ミュージアム

- 所在地：京都府京都市右京区嵯峨広沢西裏町5-26

#### 施設
- 多目的グラウンド
- テニスコート
- 附属幼稚園

#### 宗教文化ミュージアム
文部科学省オープン・リサーチ・センターの補助金で設立されたアジア宗教文化情報研究所を母体とし、2008年4月にミュージアムに改組され、開館した。
園部校地から出土した考古遺物や浄土宗寺院調査の一環から寄託された仏像などが展示されており、「シルクロード部門」・「歴史文化部門」・「浄土宗文化部門」という部門から宗教文化に関する調査研究とその結果を公開している。
併設する宗教文化シアターでは、宗教芸能を中心に無業文化財の公演が年四回行われている。

### 岩倉総合グラウンド
- 所在地：京都府京都市左京区岩倉

#### 施設
- 多目的グラウンド
- テニスコート
- セミナーハウス

## 対外関係

### 自治体との就職支援協定
- 滋賀県・福岡県・石川県・香川県・岡山県・京都府・高知県・岐阜県・和歌山県・福井県・鳥取県・富山県・愛媛県・三重県(締結順)と就職支援に関する協定を締結している。

### 国内学術交流協定校
- 同志社大学・龍谷大学・大谷大学・高野山大学・花園大学・種智院大学・皇學館大学とともに京都・宗教系大学院連合に加盟している。
- 立命館大学と教員養成プログラム提供に関する協定を締結している。教職課程で履修生を相互に受け入れるのは日本初となる。
- 近畿大学と包括連携協定を締結している。
- 龍谷大学・京都産業大学・京都外国語大学・ 京都文教大学・関西福祉科学大学・皇學館大学・愛知大学・九州産業大学・鈴鹿大学・同志社大学・同志社女子大学・岐阜協立大学と小学校教諭免許状課程履修に関する協定を締結している。
- 甲南女子大学と中学校教諭免許状課程履修に関する協定を締結している。
- 関西福祉大学と特別支援学校教諭免許状課程履修に関する協定を締結している。
- 奈良県立平城高等学校・奈良県立高田高等学校・京都府立清明高等学校・京都西山高等学校・京都市立開建高等学校・京都府立鴨沂高等学校・滋賀県立玉川高等学校・京都府立北嵯峨高等学校・京都府立桂高等学校と教育連携協定を締結している。
- 大学コンソーシアム京都に加盟している。

### 海外学術交流協定校
- アジア
  - 大韓民国
    - 圓光大学校
    - 東国大学校
    - 江南大学校
    - 中央僧伽大学校

  - 中華人民共和国
    - 西北大学
    - 吉林大学
    - 中国社会科学院文学研究所
    - 中国佛教文化研究所
    - 北京語言大学

  - 台湾
    - 東海大学
    - 慈済大学
    - 浄覚佛教研究所
    - 中華佛学研究所

  - ベトナム
    -  ホーチミン市外国語情報技術大学

  - モンゴル
    - ザナバザル仏教大学

- アメリカ
  - アメリカ合衆国
    - ハワイ大学マノア校
    - カレッジ・オブ・ザ・デザート（英語: College_of_the_Desert）
- オセアニア
  - オーストラリア
    - ディーキン大学

### プロスポーツ団体
- B.LEAGUEに所属するプロバスケットボールチーム京都ハンナリーズと包括連携協定を締結している[18]。

## 関連施設
- 佛教大学附属幼稚園
- 特別養護老人ホーム「和順の里」

### 系列校
当大学と同じ浄土宗の学校法人（佛教教育学園）によって運営されている学校。
- 京都華頂大学
- 華頂短期大学
- 華頂女子高等学校
- 東山中学校・高等学校
- 吉水学園高等学校（1959年 - 1995年に設置、尼僧養成を目的としていた女子高）